# Toya ibiturca
Toya ibiturca är en insektsart som först beskrevs av Asche 1980.  Toya ibiturca ingår i släktet Toya och familjen sporrstritar.
Artens utbredningsområde är Spanien. Inga underarter finns listade i Catalogue of Life.